# São Miguel de Machede
São Miguel de Machede ist eine Gemeinde (Freguesia) im portugiesischen Distrikt Évora. In ihr leben 688 Einwohner (Stand 19. April 2021).
Die Anta do Pau und die Antas do Monte da Barrosinha 2 + 3 liegen westlich von São Miguel de Machede.